# インピーダンス
インピーダンス（英: impedance）は、オリヴァー・ヘヴィサイドの造語で、交流回路における電気抵抗と同等の位置づけを持つ。
直流回路ではその部分の電圧降下は、その部分の導線の電気抵抗と電流で一意に決まり、オームの法則で表せるが、交流回路においてはコンデンサやコイルが電気振動による電磁場の影響を受けるため、単純に電圧降下や電流が決まらず、その回路の電圧と電流の変化には時間差が生じる。そのため交流回路では位相の変化を伴う電圧降下が生じる。この効果も考慮した比例定数がインピーダンスであり、複素数で表される。単位は直流回路の電気抵抗と同じオーム（単位記号はΩ）が用いられる。

## 電気回路におけるインピーダンス
電気回路におけるインピーダンスは、交流回路におけるフェーザ表示された電圧と電流の比（電圧/電流）である。インピーダンスの逆数をアドミタンスという。
インピーダンスの実部をレジスタンス、虚部をリアクタンスということがある。
ある電気回路からの出力とその次の電気回路の入力を接続する場合、前者と後者のインピーダンスが一致した場合に最も効率よく信号のエネルギーを伝達できる。無線機とアンテナの場合など、整合が取れていない場合は、エネルギーが出力（この例の場合、電波）に効率良く変換されないわけであるが、そのような状態を、不整合（インピーダンス不整合）により信号が反射されているなどと言う。オーディオ機器などで効率を問題としない接続の場合は、接続の簡便性を優先し、いわゆる「ロー出しハイ受け」（機器の出力インピーダンスはごく低く、入力インピーダンスは高めに）とし、信号をもっぱら電力ではなく電圧で伝達する。他方、電力ではなく電流で伝達するものがMIDIやテレタイプ端末で使われているカレントループで、回路構成は面倒になる。
以下では電気電子工学の慣例に従い、虚数単位として {\displaystyle \mathrm {j} } を用い、{\displaystyle \omega =2\pi f} を交流の角周波数とする。

### 抵抗器のインピーダンス
直流における電気抵抗が{\displaystyle R}であるとき、そのインピーダンスは単に{\displaystyle R}である。複素平面のベクトルとして表せば右向きのベクトルとなる。

### インダクタのインピーダンス
インダクタ（理想コイル）によるインピーダンスは、インダクタンスを{\displaystyle L}とすると次のようになる。
{\displaystyle Z_{\mathrm {L} }={\mathrm {j} }\omega L}
これは複素平面のベクトルとして表せば上向きのベクトルとなる。

### キャパシタのインピーダンス
キャパシタ（理想コンデンサ）によるインピーダンスは、キャパシタンスを{\displaystyle C}とすると次のようになる。
{\displaystyle Z_{\mathrm {C} }={\frac {1}{{\mathrm {j} }\omega C}}=-{\mathrm {j} }{\frac {1}{\omega C}}}
これは複素平面のベクトルとして表せば下向きのベクトルとなる。

### RLC直列回路
RLC直列回路の合成インピーダンスを{\displaystyle Z}、リアクタンス成分を{\displaystyle X}、加える電圧の複素数表示（フェーザ表示）を{\displaystyle V}、実効値を{\displaystyle V_{\mathrm {e} }}、流れる電流の複素数表示を{\displaystyle I}、実効値を{\displaystyle I_{\mathrm {e} }}とすると次のようになる。
{\displaystyle Z=R+{\mathrm {j} }\omega L+{\frac {1}{{\mathrm {j} }\omega C}}=R+{\mathrm {j} }X}
{\displaystyle X=\omega L-{\frac {1}{\omega C}}}
{\displaystyle V=IZ}
{\displaystyle V_{\mathrm {e} }=|V|=I_{\mathrm {e} }|Z|=I_{\mathrm {e} }{\sqrt {R^{2}+X^{2}}}}

また、電圧に対する電流の位相差{\displaystyle \phi }は次式で表される。
{\displaystyle \phi =\tan ^{-1}{\frac {X}{R}}}
特に {\displaystyle X=0} のとき、すなわち {\displaystyle \omega ={\frac {1}{\sqrt {LC}}}} あるいは {\displaystyle f={\frac {1}{2\pi {\sqrt {LC}}}}} のとき {\displaystyle Z=R} でインピーダンス最小（共振）となる。

### 分布定数線路の特性インピーダンス
上記の R, L, C 集中定数素子のインピーダンスに対して分布定数回路、特に分布定数線路にも電圧と電流の比としてのインピーダンスがある。これは特性インピーダンスと呼ばれ、交流、特に高周波の伝送に用いられる同軸ケーブルあるいは平行線路等において重要な特性値である。
単位長あたりのインダクタンスが{\displaystyle L}の導体、単位長あたりのキャパシタンスが{\displaystyle C}の絶縁体による損失のない均一な伝送路の特性インピーダンス{\displaystyle Z_{0}}は次式で表される。
{\displaystyle Z_{0}={\sqrt {\frac {L}{C}}}}

## エネルギー変換を伴う素子のインピーダンス
電気回路内で閉じず、電気エネルギーから他のエネルギーへの変換を伴う素子・機器では特別な考察が必要である。

### 熱エネルギーへの変換
工業製品としてニクロム線ヒーターなどがあるが、これは単にジュール熱を発生する電気抵抗として議論できる。
電気抵抗 {\displaystyle R} で {\displaystyle P=IV=I^{2}R=V^{2}/R} の電力が時間 {\displaystyle t} の間消費されたときに発生する熱量、すなわちジュール熱 {\displaystyle Q} は、{\displaystyle Q=Pt\,} である。

### 電磁波エネルギーへの変換
高周波電流を電磁波に変換する素子は空中線あるいはアンテナと呼ばれる。電気回路としてのアンテナは LC 直列回路であり、導線中に微量の抵抗成分 R がある。通常のアンテナは共振状態にあることを考慮すると、上記のRLC回路での議論に基づき、インピーダンスはその微量の抵抗成分 R のみとなってしまうがこれは誤りである。アンテナは高周波エネルギーの伝播媒体である同軸ケーブルあるいは平行線路と、電磁波の伝播媒体である空中（誘電体）のインピーダンス変換器である。同軸ケーブル等で伝送された高周波エネルギーが電磁波エネルギーに変換される際に、電気回路側ではそれが単にエネルギー消費されたと見える。この見かけのエネルギー消費に対応する実数成分としての電気抵抗 {\displaystyle R_{i}} （放射抵抗または輻射抵抗という）を擬似的に考えるとアンテナのインピーダンスは {\displaystyle Z=R+R_{i}} である。通常は {\displaystyle R\ll R_{i},R\approx 0} とみなせる。アンテナの代表的なインピーダンスは 50, 73Ω等である。アンテナのインピーダンスは周波数によって変化するものであるものの、アンテナは通常、共振周波数に十分近い周波数の範囲で使用されるため、インピーダンスは一定とみなすことができる。または、インピーダンスが一定とみなせる周波数の範囲が、アンテナが動作する周波数の範囲の定格として表示されているともいえる。

### 音響エネルギーへの変換
ヘッドフォン（またはイヤフォン）、スピーカーなどは低周波の電気信号を空気振動に変換する素子である。電気回路としてのスピーカーなどはインダクタンス L からなる回路（電磁石を想像されたい）であり、導線中の微量の抵抗成分 R がある。上記のアンテナと同様、単なる RL 直列回路としての議論は間違いである。低周波電気エネルギーが「電磁石」によって空気振動すなわち音響エネルギーに変換され、ここで電気回路側としては単にエネルギー消費されたと見える。この見かけのエネルギー消費に対応する実数成分としての電気抵抗 {\displaystyle R_{i}} を擬似的に考え、{\displaystyle Z=R+R_{i}+j\omega L} がそこでのインピーダンスとなる。
通常は、スピーカーのインピーダンスは、単に電気回路として見た場合の代表値として8 Ωないし4–16 Ωと表示され、アンプの設計などではその値の抵抗とみなすことが多い。実測値としては、周波数によってインピーダンスは上下し、スピーカーの筐体（スピーカーボックス）や設置の状況によっても変化する（ボイスコイルが動きやすければインピーダンスは高くなる）。
また、アンプとスピーカー（およびヘッドフォン、イヤフォン）の間でそれぞれインピーダンスが異なる場合は、アンプ側のインピーダンスは低く、スピーカー（またはヘッドフォン、イヤフォン）側のインピーダンスは高めの「ロー（低インピーダンス）出しハイ（高インピーダンス）受け」が原則である。

## その他の分野におけるインピーダンス
交流電気回路における電圧と電流の比であるインピーダンス（明確な区別のため以下、電気インピーダンスという）は、圧力と流量の比という一般化により、交流電気回路に限らず電磁波、光、音響、震動、地震、津波など全ての波、波動現象に適用されうる。多くの分野で電気インピーダンスとアナロジが見いだせる。
- 電磁波のインピーダンス （特性インピーダンス）は、真空を含む誘電体（通常は大気等）における電磁波の伝播に関する概念である。電気回路における電圧と電流の比という電気インピーダンスの定義を電磁波に準用すれば、特性インピーダンスは電界 {\displaystyle E}と磁界{\displaystyle H}の比である。詳細は「特性インピーダンス」を参照。
- 光学インピーダンス（英: optical impedance）は、光とその伝播媒体における伝播に関する概念である。光を電磁波の一部と捉えれば前項の電磁波の特性インピーダンスの議論と一致する。屈折、反射、回折など光学現象の多くでこの光学インピーダンスの概念が用いられる。
- 音響インピーダンス（英: acoustic impedance）は、弾性体における弾性波の伝わりにくさのことである。また、流体における流れにくさを表す言葉として用いられることがある。
- 機械インピーダンス（英: mechanical impedance）という言葉は、物体の質量/力/速度/動きやすさ等の関係を、インピーダンスの概念に当てはめたものである。

## 直感的説明
本来の電気インピーダンスは、電気回路の交流特性を示す尺度である。抵抗 (R) の電位差は電流と同相であり、それらの比は一定であるのでスカラー量又は絶対値だけ単純な議論で足りる。それに対し、コイル（以下、L）、キャパシタ（以下、C）を含む回路では電圧と電流とに位相差が生じる。また、抵抗 (R) は電圧・電流の積に由来してエネルギー消費が生じるが、交流RLC回路では電圧・電流に位相差があるため、その積は一定ではない。このため、各値を複素平面でベクトル表現（複素数表現）することが便利なのである。
交流回路における電圧と電流との比という電気インピーダンスの定義は、波動の圧力と流量との比として一般の波動・振動現象に拡張することができる。この場合の振動は、電気振動に限らず、電磁波、機械振動、音波（音響）、光、地震、水面の波などの多くの波動・振動現象に適用できると考えられる。電気インピーダンスの概念は、電気振動以外の波動・振動現象の説明にも便利なために、今では様々な分野で利用されている。
例えば、音波は空気の振動であるが、木、コンクリート、金属では音の伝わり方が異なる。医学で用いられる超音波エコー装置は、生体組織界面のインピーダンスの差による反射波を観測している。
インピーダンスはしばしば「インピーダンス = 伝わりにくさの指標」と誤解される。値が低いから波動が伝わりやすい、又は高いから伝わりにくいということは、エネルギー消費を伴う抵抗（実数成分としてのレジスタンス）では正しくても、インピーダンスでは正しくない。高周波伝送に用いられる600 Ω平行線路よりも52 Ω同軸ケーブルが伝わりやすいというのは、全くの間違いである。例えば、真空、純水、アクリル（ガラスより透明度が高く沖縄美ら海水族館の大水槽で使用されている）は光の伝播において透明という点では同じであり、理想的には減衰はないがそれらの界面では反射・屈折が生じる。高校物理ではこれを屈折率の違いによるものと説明しているが、別の観点では界面のインピーダンスの相違による反射波と透過波と表現することができる。小区間の海岸線付近での直正面からの波の進行もインピーダンスの概念で説明することができる。